# Gladys Lehman
Pour les articles homonymes, voir Lehman.
Gladys Collins connue sous le nom de plume Gladys Lehman (née le 24 janvier 1892 à Gates, dans l'Oregon et morte le 7 avril 1993  à Newport Beach, en Californie) est une scénariste américaine. Elle figure parmi les fondateurs de la Screen Writers Guild, une organisation d'auteurs de Hollywood formée en 1933.

## Filmographie
- 1926 : The Ice Flood (en)
- 1927 : Le Fils de Kid Roberts (On Your Toes) de Fred C. Newmeyer
- 1927 : The Shield of Honor d'Emory Johnson
- 1929 : Red Hot Speed (en)
- 1929 : Clear the Decks
- 1929 : Un jour de veine (His Lucky Day) d'Edward F. Cline
- 1929 : The Fall of Eve
- 1929 : Broadway Scandals (en)
- 1929 : Cabaret mexicain (Mexicali Rose) de Erle C. Kenton
- 1930 : La Voluntad del muerto d'Enrique Tovar Ávalos et George Melford
- 1930 : Un mari provisoire (en) (Embarrassing Moments) de William James Craft
- 1930 : Personality
- 1930 : Little Accident
- 1930 : A Lady Surrenders de John M. Stahl
- 1930 : The Cat Creeps
- 1931 : Seed
- 1931 : Strictly Dishonorable
- 1932 : Nice Women
- 1932 : Papa sans le savoir
- 1932 : Histoire d'un amour (Back Street) de John M. Stahl
- 1933 : They Just Had to Get Married
- 1933 : Hold Me Tight
- 1933 : Le Fou des îles (White Woman)
- 1934 : La mort prend des vacances (Death Takes a Holiday)
- 1934 : Double Door
- 1934 : Petite Miss (Little Miss Marker) de Alexander Hall
- 1935 : Enter Madame
- 1935 : Le Démon de la politique (The County Chairman) de John G. Blystone
- 1935 : It's a Small World
- 1935 : In Old Kentucky
- 1936 : Message à Garcia (A Message to Garcia)
- 1936 : Capitaine Janvier (Captain January)
- 1936 : Pauvre Petite Fille riche (Poor Little Rich Girl)
- 1936 : Reunion
- 1937 : Le Dernier négrier (Slave Ship)
- 1937 : Midnight Madonna
- 1937 : She Married an Artist
- 1938 : Miss catastrophe (There's Always a Woman)
- 1938 : The Lady Objects
- 1939 : Nous irons à Paris (Good Girls Go to Paris) d'Alexander Hall
- 1939 : Blondie Brings Up Baby
- 1940 : Hired Wife
- 1941 : Toute à toi (Nice Girl?)
- 1941 : Son premier baiser (Her First Beau) de Theodore Reed
- 1942 : Rio Rita
- 1943 : Lily Mars vedette (Presenting Lily Mars)
- 1944 : Deux Jeunes Filles et un marin (Two Girls and a Sailor)
- 1945 : Frisson d'amour (Thrill of a Romance) de Richard Thorpe
- 1945 : La Princesse et le Groom (Her Highness and the Bellboy) de Richard Thorpe
- 1947 : Le Souvenir de vos lèvres (This Time for Keeps) de Richard Thorpe
- 1948 : Amour en croisière (en) (Luxury Liner)
- 1949 : Un crack qui craque (Sorrowful Jones) de Sidney Lanfield
- 1951 : Une fille en or (Golden Girl) de Lloyd Bacon